# Хребет Черского (Северо-Восточная Сибирь)
Хребе́т Че́рского расположен на Северо-Востоке Сибири.
Данная горная система чаще называется исследователями не хребтом в обычном понимании этого слова, а протяжённой на 1500 км сложной горной системой, состоящей из параллельных хребтов, которые вытянуты с северо-запада на юго-восток от среднего течения реки Яны до Колымского водохранилища. Хребты в осевой зоне северо-западной части горной системы (Догдо-Чемалгинский, Чибагалахский, Онёлский, Порожный и другие) поднимаются до высот в 2500—2600 метров. Центральная часть Улахан-Чистайского хребта на юго-востоке горной системы имеет наибольшую высоту. Там поднимается самая высокая вершина северо-восточной части России — гора Победа — высота 3003 метра (по устаревшим данным 3147 метров). Горный узел под названием Буордахский массив насчитывает несколько вершин высотой более 3000 метров. Данный массив, а также несколько других высоких хребтов имеют рельеф, отличающийся глубоким расчленением с возвышенностями до 800—1000 метров и ярко выраженным альпийским обликом: острыми пиками, гребнями, карами и ущельями, которые часто представляют собой троги.
Границами горной системы служат Яно-Оймяконское нагорье на западе, Момо-Селенняхская рифтовая впадина на северо-востоке и Верхнеколымское нагорье на юге. Территориальная принадлежность: Якутия и Магаданская область.

## История
Хребет Черского является одним из последних крупных географических объектов, появившихся на карте России. Он был открыт С. В. Обручевым и К. А. Салищевым в 1926 году и назван по имени исследователя И. Д. Черского, умершего во время экспедиции в Северо-Восточную Сибирь в 1892 году.
Хотя Черский стал первым исследователем, подробно описавшим «белое пятно» Сибири, в истории его посещения оставили след землепроходцы М. В. Стадухин, В. Д. Поярков, И. Ю. Москвитин, полярный исследователь Г. А. Сарычев. В 1820 году через горную систему из Якутска в Среднеколымск прошел мореплаватель и полярный исследователь Ф. П. Врангель.
C. В. Обручев настаивал на том, что хребет Черского является типичным хребтом, а не нагорьем, горной системой или горной страной:

Хребты Черского и Верхоянский — общие названия для громадных горных сооружений, занимающих восточную и западную краевые зоны симметричного Верхоянского орогена: Эти хребты тянутся на тысячи километров и заключают в себе, как всякий настоящий хребет, большое количество более мелких орографических единиц. Если мы будем отрицать существование этих хребтов в целом и заменим их скоплением отдельных мелких цепей, гор, плато и т. п., мы только внесем значительные практические неудобства в научные работы, имеющие дело с северо-востоком Азии.

## Описание
В западной части горной системы, в междуречье Яны и Индигирки располагаются хребты Хадаранья (до 2185 м), Тас-Хаяхтах (2356 м), Чемалгинский (2547 м), Курундя (1919 м), Догдо (2272 м), Чибагалахский (2449 м), Боронг (2681 м), Силяпский (2703 м) и др. На востоке, в верховьях Колымы, — хребты Улахан-Чистай (высшая точка г. Победа — 3003 м), Черге (2332 м) и др.
Другие горные хребты цепи Обручева расположены по левому берегу реки Индигирки (Порожный, Иньялинский, Силяпский, Уольчанский). Они располагаются параллельно высокогорному Чибагапахскому хребту (длина 250 км, высота 2450 м), который выполняет роль водораздела рек Чибагалах и Адыча. Между бассейнами Яны и Индигирки расположены Эльгинское плоскогорье (высота до 1590 м) и Оймяконское нагорье (высота до 1400 м).
Нередко к системе хребта Черского относят также Момо-Селенняхскую межгорную впадину и поднимающиеся над ним на севере хребты Селенняхский, Момский и некоторые другие.
Ширина хребта достигает 400 км. Хребет Черского стоит из двух самостоятельных цепей: Билибина и Обручева. Их разделяет Момо-Селенняхская впадина и долина реки Индигирка. В системе хребта Черского выделяют 69 перевалов и 4 вершины.
Тектоника и геология
Хребет Черского образовался во время мезозойской складчатости, затем происходили другие геологические процессы, во время которых происходило выравнивание горных массивов и хребтов. Во время альпийской складчатости они раскололись на отдельные блоки, одни из которых поднялись (горсты), а другие опустились (грабены).
Преобладают средневысотные горы. Поднимающиеся до 2000—2500 м хребты (Улахан-Чистай, Чибагалахский и др.) отличаются альпийским рельефом и несут современные ледники. Осевые части горной системы сложены сильно дислоцированными и метаморфизованными палеозойскими карбонатными породами, а окраины — морскими и континентальными толщами пермского, триасового и юрского периодов (сланцы, песчаники и алевролиты); во многих местах эти породы прорваны мощными интрузиями гранитоидов, с которыми связаны месторождения золота, олова и других полезных ископаемых.
Климат
Один из самых суровых на планете, благодаря тому, что местность удалена от морей, близко расположен Полярный круг, а большие высоты способствуют общему выхолаживанию воздуха. Повсеместно наблюдается температурная инверсия: студёный воздух с гор (−34 … −40 °C) стекает в котловины, ещё больше понижая температуру атмосферного воздуха (до −60 °C). В Оймяконской долине зафиксирована самая низкая температура в Северном полушарии — 67,7 градуса ниже нуля по шкале Цельсия.
Лето короткое и прохладное, часто наблюдаются заморозки и снегопады. Средняя температура июля от 3 °C, в высокогорье и некоторых долинах может повышаться до 13 °C. Бывают жаркие дни, когда в июле температура воздуха повышается до абсолютного максимума +38,2°С. Осадков выпадает от 300 до 700 мм/год, около 75 % от их количества приходится на лето. Повсеместна вечная мерзлота.
Флора
Высотная поясность представлена высокоствольными тополево-чозениевыми лесами на дне речных долин, редкостойными лиственничными лесами в нижней части склонов хребтов и зарослями кедрового стланика и ольховника, а также каменистыми, лишайниковыми и кустарниковыми тундрами в высокогорье. На вершинах наиболее высоких хребтов — холодные каменистые пустыни.

## Ледники и реки
На хребте Черского содержится более 370 ледников общей площадью 155 км². Концы ледников находятся на высотах от 2000 м, где продолжительность безморозного периода длится не более месяца в году. Годовое количество осадков около 700 мм, но концентрация снега в период метелей и схода лавин в тени глубоких кар на северной части хребта объясняет существование ледников в горной системе Черского.
Долгое время географы не признавали, что в горной системе вообще могут быть ледники, так как не было данных об их существовании. Известные исследователи (А. И. Воейков и Л. С. Берг) отрицали возможность оледенения хребта. Первые достоверные сведения о ледниках в хребте Черского были получены только в 1939 году, благодаря Индигирской экспедиции Дальстроя, когда началось планомерное геологическое исследование Северо-Востока под руководством Цареградского В. А. и А. П. Васьковского.
Крупные узлы оледенения были обнаружены лишь в 1946 году, когда была завершена аэрофотосъёмка. Первую количественную оценку оледенения всей горной страны Черского Васьковский дал в 1955 году. Учёный насчитал 223 ледника, общая площадь которых составила 147 км² вместе со снежниками. Обработка аэрофотоснимков в 1970 году и специальные гляциологические исследования (1971—1976 гг.) позволили уточнить размеры оледенения, эти данные вошли в «Каталог ледников СССР» (1967—1978).
Характерная особенность горной системы Черского — широкое распространение в речных долинах ниже концов ледников и в межгорных впадинах наледей (тарынов), подавляющее большинство которых питается преимущественно талыми водами ледников, фильтрующимися через флювиогляциальные и аллювиальные отложения. Крупнейшая наледь на реке Моме (Момский Улахан-Тарын) в разное время года имеет площадь от 76 до 112 км² при средней мощности около 4 м. В горной системе Черского ежегодно формируются более 900 наледей общей площадью около 2300 км². Их мощность в начале лета составляет от 2 до 10 м. Река Индигирка в летний сезон пополняется за счёт наледного стока, и он может превышать долю ледникового в полтора раза.
Многие реки, в том числе Индигирка и её притоки, пересекают хребты в очень узких долинах; Мома и Селеннях текут в межгорных котловинах и имеют широкие, иногда заболоченные долины. Реки питаются за счёт таяния снега и летних дождей, небольшие реки промерзают до дна. Свыше 60 % годового стока приходится на лето, зимний сток — не более 5 % годового объёма.